# Dasycyrton arrayanensis
Dasycyrton arrayanensis är en tvåvingeart som beskrevs av Artigas 1970. Dasycyrton arrayanensis ingår i släktet Dasycyrton och familjen rovflugor. Inga underarter finns listade i Catalogue of Life.